# Сеграте (Милано)
Сеграте (итал. Segrate) је насеље у Италији у округу Милано, региону Ломбардија.
Према процени из 2011. у насељу је живело 28296 становника. Насеље се налази на надморској висини од 121 м.

## Становништво
Према резултатима пописа становништва 2011. у општини је живело 33.519 становника.
| 1931. | 1936. | 1951. | 1961. | 1971.  | 1981.  | 1991. | 2001.  | 2011.  |
| ----- | ----- | ----- | ----- | ------ | ------ | ----- | ------ | ------ |
| 2.525 | 2.898 | 3.627 | 8.740 | 18.209 | 30.507 | 1.871 | 33.199 | 33.519 |